# لاك دروليت (كيبك)
لاك دروليت (بالإنجليزية: Lac-Drolet, Quebec)‏ هي بلدية محلية في كيبيك تقع في كندا في Le Granit Regional County Municipality. يقدر عدد سكانها بـ 1,071 نسمة ومساحتها 128.20 كم2 .